# يوسف باراسه
يوسف باراسه (بالتركية: Yusuf Barası)‏ (مواليد 31 مارس 2003) هو لاعب كرة قدم يلعب كمهاجم في نادي ألكمار. ولد باراسه في هولندا، ويمثل تركيا على الصعيد الدولي.